# Episodi di The War at Home (prima stagione)
La prima stagione della sitcom The War at Home è andata in onda negli Stati Uniti d'America dall'11 settembre 2005 al 30 aprile 2006 sul canale FOX. In Italia è andata in onda dal 18 dicembre 2006 al 7 gennaio 2007 su Italia 1.
| nº | Titolo originale                   | Titolo italiano              | Prima TV USA      | Prima TV Italia  |
| -- | ---------------------------------- | ---------------------------- | ----------------- | ---------------- |
| 1  | Pilot                              | Papà, non sono gay!          | 11 settembre 2005 | 18 dicembre 2006 |
| 2  | I.M. What I.M.                     | Chattare, che passione!      | 18 settembre 2005 |                  |
| 3  | High Crimes                        | Erba di casa mia             | 25 settembre 2005 |                  |
| 4  | Guess Who's Coming to the Barbecue | Razze di razza               | 2 ottobre 2005    |                  |
| 5  | Like a Virgin                      | L'equivoco                   | 6 novembre 2005   |                  |
| 6  | The Bigger They Come               | Mi rifaccio le tette!        | 13 novembre 2005  |                  |
| 7  | Cheers                             | L'anello d'argento           | 20 novembre 2005  |                  |
| 8  | The Empire Spanks Back             | Alla salute!                 | 27 novembre 2005  |                  |
| 9  | Dave Get Your Gun                  | Le regole sono regole        | 11 dicembre 2005  |                  |
| 10 | Breaking Up is Hard to Do          | La mamma di Vicky            | 18 dicembre 2005  |                  |
| 11 | It's a Living                      | Il nuovo lavoro (1)          | 8 gennaio 2006    |                  |
| 12 | Gimme a Break                      | L'amica di famiglia (2)      | 29 gennaio 2006   |                  |
| 13 | Three's Company                    | Mamma a tempo pieno          | 26 febbraio 2006  |                  |
| 14 | How Do You Spell Relief?           | Voglio un bambino!           | 28 febbraio 2006  |                  |
| 15 | Looney Tunes                       | Chi sesso, chi depresso!     | 12 marzo 2006     |                  |
| 16 | Oh Grow Up                         | Giù le mani dalle mie donne! | 19 marzo 2006     |                  |
| 17 | The Seventeen-Year Itch            | Gara di fascino              | 26 marzo 2006     |                  |
| 18 | 13 Going on $30,000                | Il Bar Mitzvah               | 9 aprile 2006     |                  |
| 19 | Snow Job                           | Bugie e ripicche             | 16 aprile 2006    |                  |
| 20 | The West Palm Beach Story          | Gioco d'azzardo              | 16 aprile 2006    |                  |
| 21 | The Runaways                       | Scappo di casa e torno!      | 23 aprile 2006    |                  |
| 22 | Drive Me Crazy                     | Vacanze in Florida           | 30 aprile 2006    | 7 gennaio 2007   |